# Paraixeris yoshinoi
Paraixeris yoshinoi là một loài thực vật có hoa trong họ Cúc. Loài này được (Makino) Nakai mô tả khoa học đầu tiên năm 1920.